# Frederick Holman
Pour les articles homonymes, voir Holman.
Frederick Holman, né en mars 1883 et mort le 23 janvier 1913, était un nageur britannique, spécialiste de la brasse.

## Biographie
Il remporte l'épreuve du 200 m brasse aux Jeux olympiques de 1908 à Londres en établissant, avec le temps de 3 min 09 s 2, les nouveaux record olympique (inventé lors de ces Jeux) et record du monde. Lors des qualifications britanniques en juin 1908, Holman réalisa le meilleur temps dans le bassin construit dans le stade des Jeux. Il décida de se concentrer sur cette seule épreuve du 200 brasse. Il était cependant aussi engagé, en tant que remplaçant potentiel pour le relais britannique.
Frederick Holman décède en 1913 de la fièvre typhoïde, contractée  dans une piscine d'Exeter.
En 1988, il est intronisé à l'International Swimming Hall of Fame.

## Palmarès

### Jeux olympiques
- Jeux olympiques de 1908 à Londres (Royaume-Uni)
  -  Médaille d'or de l'épreuve du 200 m brasse (3 min 09 s 2)